# Bandera de Guanajuato
La bandera de l'estat de Guanajuato consisteix en un rectangle de color blanc, que significa la pau, la llibertat i l'harmonia, i un marc daurat en representació de la riquesa minera de l'estat, amb una proporció de quatre per set entre amplada i llargada. Al centre hi ha l'escut de Guanajuato, col·locat de forma que el seu diàmetre ocupi tres quartes parts de l'amplada. La bandera va ser adoptada oficialment el 23 de desembre de 2023 durant el mandat d'Héctor Astudillo Flores, i recollit a la Ley del Escudo, la Bandera y el Himno.

## Història
La diada del 20 de desembre del 2023 es va establir la primera bandera oficial de l'estat, per celebrar els 200 anys de la creació de l'estat de Guanajuato. El congrés de l'estat va assignar que el 20 de desembre fos el Dia de la Bandera de l'Estat de Guanajuato. En aquesta data, les autoritats fan les jornades cíviques en commemoració, respecte i exaltació de la bandera estatal.

### Galeria

Bandera de la Nova Espanya (ratio 4:7)
Bandera de Guanajuato (1996-1998)
Bandera de Guanajuato (1998-2023)